# Делай — раз!
«Делай — раз!» — фильм режиссёра Андрея Малюкова. Первоначальное название «Салага» или «Первогодок».

## Сюжет
Алексей Гаврилов отправляется служить в армию. На призывном пункте его толкает сержант Шипов. Алексей останавливает его и требует извиниться. Между ними возникает конфликт, после чего Шипов затаивает обиду на Гаврилова.
Шипов узнаёт, что Гаврилов должен отправиться на службу в морскую пехоту. Сержант упрашивает офицера морской пехоты, приехавшего на призывной пункт за молодым пополнением, передать личное дело призывника Гаврилова его офицеру, пользуясь тем, что тот является его земляком. В результате новобранец вместо ожидаемого прохождения службы в этом роде войск поступает в мотострелковый полк, в котором состоит Шипов.
Алексей оказывается в части, где процветает дедовщина. «Деды» заставляют новобранцев выполнять за себя хозяйственные работы, издеваются над ними, крадут у них деньги по ночам. Сразу после прибытия в часть Шипов заставляет «молодых» отжиматься и объясняет им «основные положения» дедовщины. Но Алексей не желает подчиняться грубой силе. В части он знакомится с Иваном Боцу, и они становятся друзьями и единомышленниками. 
Во время стычки в столовой за Гаврилова и других новобранцев заступается сержант Степанов. «Деды» решают убрать с пути препятствие в виде Степанова. Сначала в период увольнения честного сержанта они организуют нападение на него пятерых неизвестных. Далее Шипов в присутствии сержанта Гоши бьёт по лицу ефрейтора Кабанова, выставляет это так, будто его ударил Степанов, затем угрожает сопернику дисбатом. Степанов вынужден отступить. 
«Деды» приказывают рядовому Боцу считать дни до дембеля. Боцу отказывается, и тогда «деды» в отместку осуществляют подлую провокацию — ефрейтор Кабанов крадёт у одного из «черепов» деньги и подкладывает их в китель Боцу. На досмотре Шипов при всех достаёт из кителя Боцу деньги, тем самым настроив остальных против него. Боцу, понимая, что его жизнь окончательно сломана, начинает рыдать. Гаврилов, видя невиновность Ивана, принимается его утешать. Теперь «черепа» настроены против них обоих. 
Ночью несколько «черепов» хватают Ивана и тащат его в котельную. Это видит Степанов, но, помня об угрозах Шипова, бездействует. В котельной Ивана жестоко избивают и унижают. Гаврилов, придя в казарму, не обнаруживает своего друга и чувствует неладное. Он пытается найти Ивана и попадает в котельную. Там Алексея также всячески избивают. Неожиданно появляется сержант Шипов и приказывает всем разойтись. Боцу совершает попытку самоубийства, но Алексей останавливает его. 
Желая покончить с беспределом «дедов», Гаврилов крадёт пулемёт из оружейного шкафа. Поднимается тревога. Весь личный состав прибегает в котельную. Появляется Гаврилов и с оружием в руках заставляет «дедов» принять упор лёжа. Все они подчиняются, кроме Шипова, несмотря на уговоры испуганного Кабанова. Гаврилов пускает предупредительный залп, и его враг теперь вынужден лечь. Алексей приказывает «дедам» отжиматься, «черепам» считать, затем заставляет их петь песню. Шипов решает сопротивляться «борзому духу» до последнего. Гаврилов, поняв это, даёт Шипову команду делать «сто качков в минуту», за её невыполнение угрожает ему и сообщникам реальной расправой и делает ещё один выстрел. И здесь Шипов полностью подчиняется, но ненадолго: в котельную начинает ломиться подоспевший караул. Гаврилов, поняв, что это конец, кладёт пулемёт на пол. Кабанов делает попытку забрать оружие, но «черепа», принявшие сторону Алексея, задерживают его. Гаврилов бросает последний взгляд на Шипова, которого уничтожил морально перед всеми, и, не боясь наказания, уверенно идёт к выходу.

## В ролях
- Евгений Миронов — Алексей Гаврилов, рядовой
- Владимир Машков — Анатолий Сергеевич Шипов, сержант
- Алексей Бурыкин — Иван Боцу, рядовой
- Александр Домогаров — Георгий, младший сержант
- Сергей Шенталинский — Степанов, сержант
- Александр Миронов — Виктор Николаевич Кабанов, ефрейтор
- Дмитрий Орлов — Сиязов (Рыжий), рядовой
- Александр Польков — Артемьев, рядовой
- Владимир Смирнов — Александр Фёдоров (Жирный), рядовой
- Олег Александров — старослужащий, рядовой
- Владислав Быков — старослужащий, рядовой
- Андрей Фомин — Ерёменко, рядовой
- Игорь Марченко — старослужащий, рядовой
- Фёдор Смирнов — командир роты Филипенко, капитан
- Валерий Трошин — старослужащий, рядовой
- Александр Иншаков — главарь хулиганов
- Игорь Арташонов — сержант на сборном пункте
- Евгений Мундум — старший сержант
- Трюки исполняли — Александр Иншаков, Сергей Шолохов, Алексей Лубны, Валерий Кудряшов, Сергей Воробьёв

## Съёмки
Фильм снимался на базе Одесской киностудии, в городе Белгород-Днестровский. В качестве натуры использовалось расположение части инженерно-сапёрного батальона. Часть эпизодов была снята в Хамовнических казармах (Москва) в расположении автобата бригады охраны ЦА МО и ГШ.